# 林文欽
林文欽（1854年—1900年），諱萬安，字允卿，號幼山，霧峰林家林奠國之三公子。林獻堂之父。

## 生平
性情溫和，喜讀書，不喜習武。光緒十九年（1893年）癸巳恩科中式第七十九名舉人。知書達禮，樂善好施，以孝母聞名。
與侄林朝棟合力開墾臺灣中部大部份地區，其範圍東到番界，西到台中，北到大甲溪，南到集集大山，因此家產大增。家中因參與平定戴潮春之亂有功，巡撫劉銘傳委任台灣樟腦賣權，經營有成因而成為巨富。曾出任彰化南瑤宮老伍媽會總理(第五任總理)。晚年，臺灣割讓，日本人於光緒二十一年（西元1895年）領台，林文欽深居簡出，不問世事。

## 參與公共事務
- 贊助中法戰爭: 光緒十年八月（1884年），法國海軍中將孤拔將軍，率24艘戰艦攻打基隆。林文欽奉臺灣兵備道劉璈之命，與堂姪林朝棟各徵召鄉勇一營500人馳援[1]。林文欽率部駐台南，器械糧秣，皆自行供應。後調至通霄(予李惟義)，並捐鉅款助軍。事平，以功駐銓郎中，分發兵部武庫司候用。
- 協助清賦: 光緒十四年（1888年），協助劉銘傳清賦有功，而加道銜。
- 1895年與堂姪林朝選等人，共同募集練勇，成立台灣「中部保防局」。

## 行善
以「人飢己飢，人溺己溺」的仁心悲願，被尊稱為「萬安舍」。對下人寬慈，視僮僕為家人，平日相處未曾有疾言厲色。
- 1889年河南省旱災，以母親名義捐出救濟金賑濟饑民。
- 1889年散數千金化解泉州數十年的分類械鬥。
- 經常為窮鄉僻壤修路造橋。
- 於大肚溪下游，靠近烏日處設立免費渡口，服務往來的旅客近五十年。
- 每年捐獻三百石稻米，贊助彰化女嬰收容所。
- 常免費供應病患藥物，贈送窮人義米，並贈送死者棺木。

## 史蹟

### 文魁匾額
目前在霧峰林家花園景薰樓堂屋前面，中央懸掛著林文欽考中舉人所設立之「文魁」匾額。上聯寫著「頂帶兵部尚書閩浙總督部堂兼代辦，監臨兼理船政福建巡撫軍譚鍾麟代辦監臨日溝起居注官詹事府司經洗馬提督福建全省學政王錫蕃」下聯寫「光緒癸巳恩科鄉試中式第七十九名舉人林文欽立。」見證世代武將出身奪得榮耀的林家，成功轉型為名副其實「文武雙全世家」。
說到文魁匾，霧峰林家絕非台灣唯一，但卻是純度最高的(板橋林家文魁匾為透過捐官而得)。

### 萊園
富甲一方後，進而開始營建宅第，即今霧峰林家頂厝，另外又在家宅後山建萊園（光緒十九年1893年），以頤養母親羅太夫人。

### 鄉進士墓
位於台中市大里區德芳路三段與爽文路、樹王路路口之「進士公園」，墓碑題字「鄉進士」（民間對舉人的尊稱，非進士），留有明治33年（1900年）所立林允卿墓道碑(原址位於大里區農會旁，市區重劃後移置現址保存)。高約205公分，寬77公分，碑趺有贔屭馱負，碑額上題「皇恩」兩個字．配飾兩條龍紋，碑文「誥授中憲大夫鄉進士允卿林公墓道」。

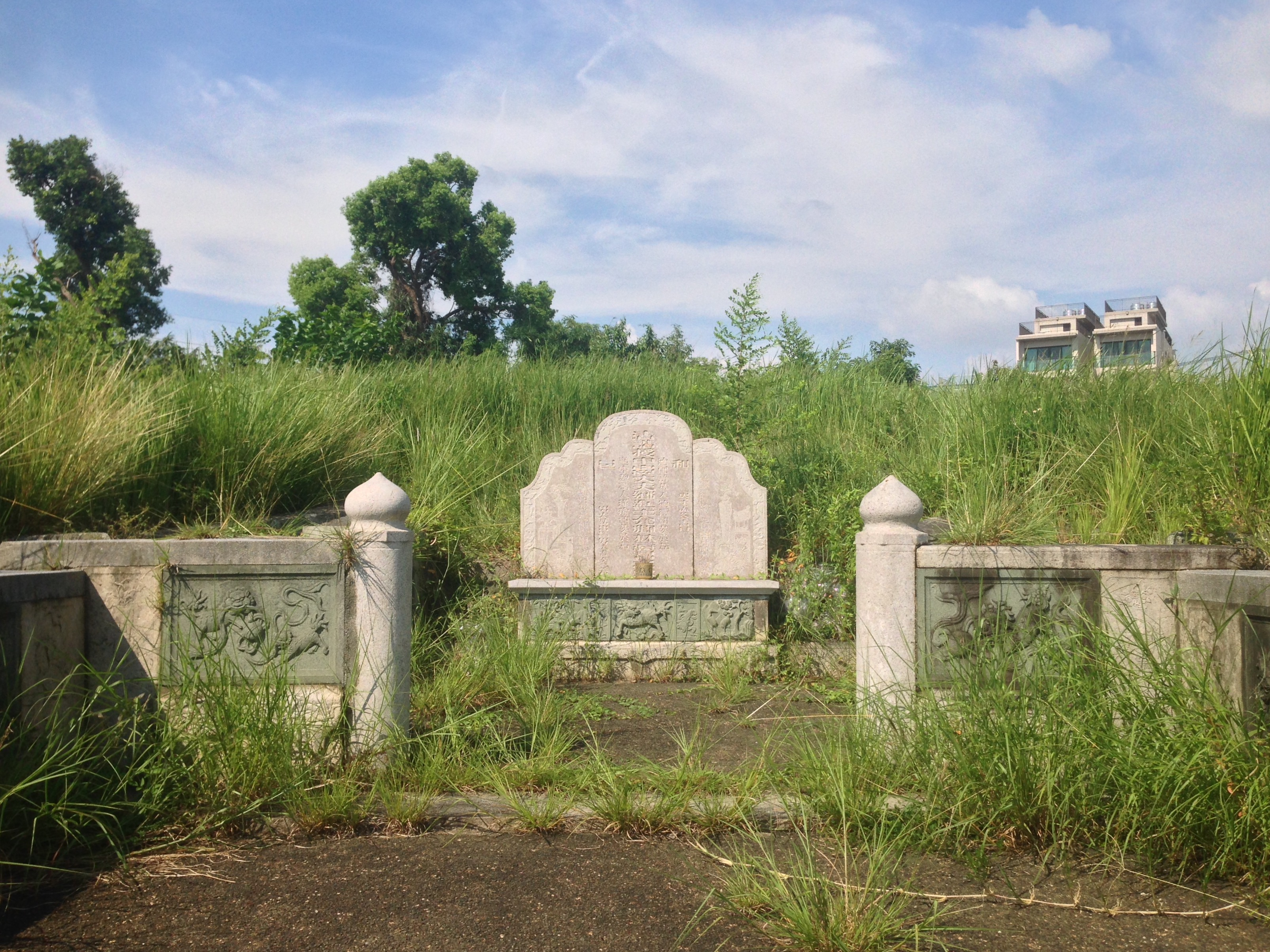
「鄉進士」林允卿墓

墓碑以花崗岩雕刻，額刻彤日雲彩、祥鶴紋飾，文曰：「和邑清誥授中憲大夫鄉進士允卿林府君之墓」。墓園略呈直徑約50公尺的圓形，墓穴以石砌龜甲紋狀，整座墓園面向西南，遠眺八卦山脈，左右豎立有石質筆桿一對，相距約95公尺，氣派十足，四周墓牆上有鹿、麒麟、梅花等雕刻。由墓裎半圓形廣場石獅子下碑文「江西吉水縣，陳寶忠擇地」，顯示此墓乃聘唐山師傅精心制作，藝術及歷史價值極高。
目前，本墓地大致維持良好。墓珵區為歷代守墓長工所開壁之菜園，並非破壞之証。唯墓後竹林有些許遭伐墾為菜園、且一對石筆立於稻田之中，鄰近工廠更危及墓園之「后土」建築，使本古蹟的完整性有些許的破壞隱憂。

## 家屬

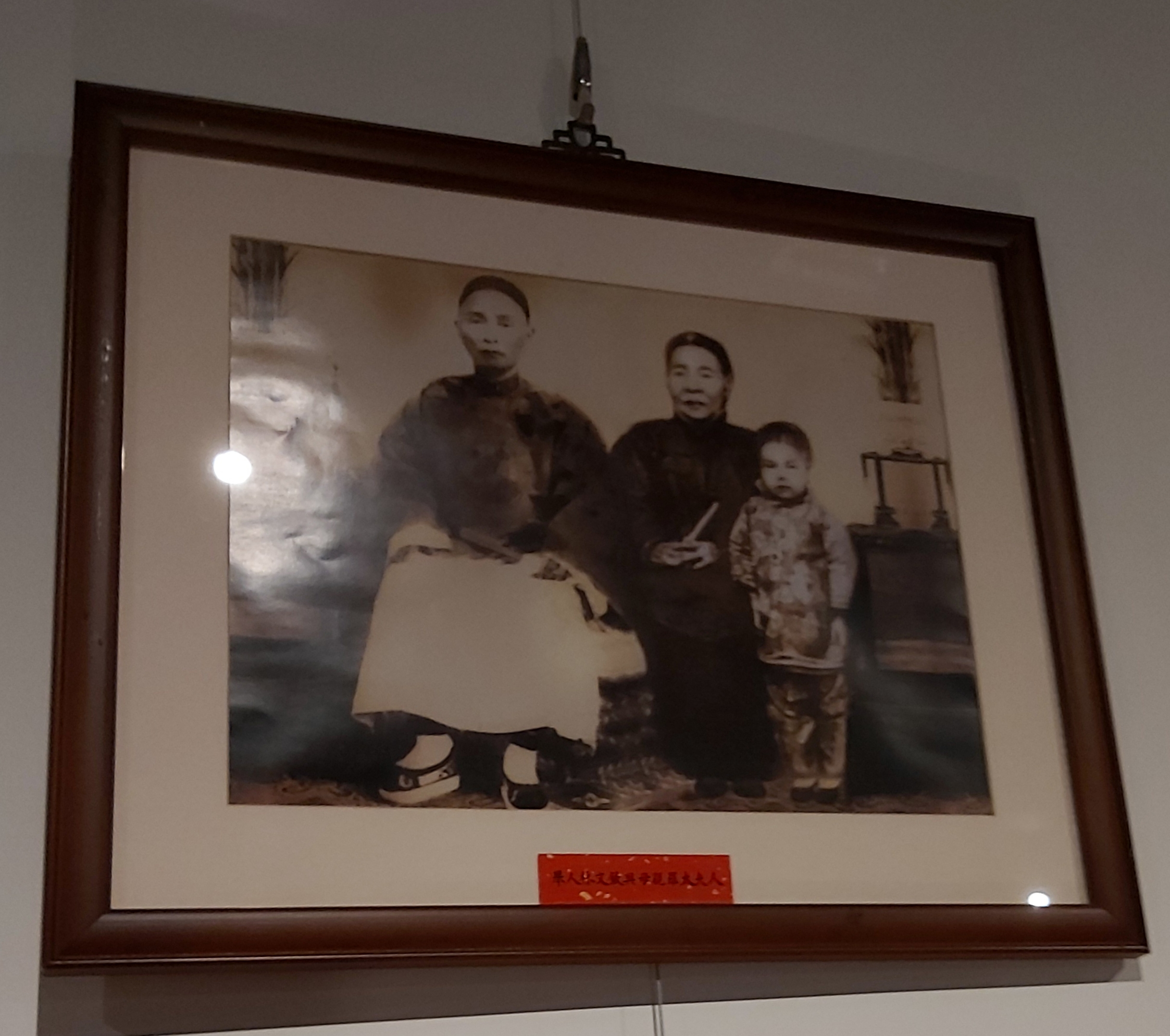
林文欽與母親羅太夫人的合影

- 母親羅太夫人是農夫的女兒，她溫柔、慷慨、和藹、仁慈，時時激勵兒子要施捨行善。
- 子林獻堂，為台灣日治時期的政治家、社會運動家。